# Georges Mandel

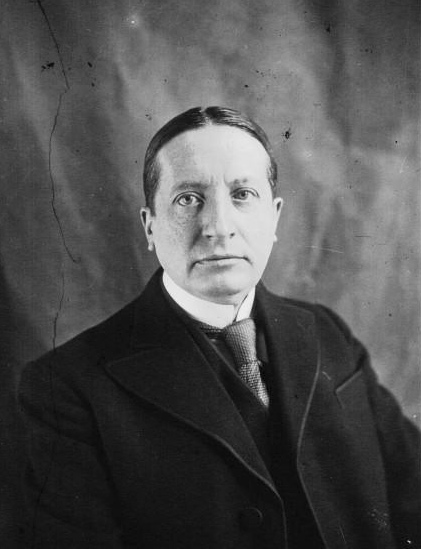
Georges Mandel 1932.

Georges Mandel, född som Louis George Rothschild den 5 juni 1885 i Chatou, Yvelines, död den 7 juli 1944 i Fontainebleau, var en fransk journalist, politiker och fransk motståndsledare.

## Biografi
Mandel var son till en skräddare av judisk härkomst och kom ursprungligen från Alsace. De flyttade till Frankrike 1871 för att kunna  behålla sitt franska medborgarskap när Alsace-Lorraine annekterades av tyska riket i slutet av fransk-preussiska kriget.
Han började arbetslivet som journalist på L'Aurore, en litterär och socialistisk dagstidning som grundades 1897 av Émile Zola och Georges Clemenceau. När den senare blev inrikesminister, förde han Mandel in i politiken som sin kabinettschef till att bevaka pressen och fackföreningsrörelsen under första världskriget.
År 1934 blev Mandel utsedd till postminister (1934–1936) och hade uppsikt över den första officiella TV-sändningen på franska. Han var ekonomiskt konservativ och frispråkig motståndare till nazismen och fascismen. Under 1930-talet spelade han en liknande roll som i Winston Churchill i Storbritannien, då han belyste riskerna med Adolf Hitlers uppgång i Tyskland. Han förespråkade en militär allians med Sovjetunionen och motsatte sig Münchenavtalet.
Efter folkfrontsregeringens fall var han minister för kolonier från 1938 till den 18 maj 1940 då premiärminister Paul Reynaud utsåg honom till inrikesminister. Han motsatte sig Frankrikes kapitulation för Tyskland 1940. Han försökte därför övertala president Albert Lebrun, ordförandena för deputeradekammaren och i senaten, och så många medlemmar av regeringen som möjligt att resa till Franska Nordafrika för att fortsätta kampen mot tyskarna.
Mandel greps den 8 augusti 1941 i Marocko av general Charles Noguès på order av Pierre Laval, premiärminister i Vichyregeringen. Efter påtryckningar från tyskarna dömdes han och fyra medfångar till livstids fängelse den 7 november 1941 och togs i fängsligt förvar av nazisterna. 
Mandel var tillbaka till Paris den 4 juli 1944, förmodligen då som gisslan. När han överfördes från ett fängelse till ett annat blev han tillfångatagen av Milice française, den paramilitära styrkan. Tre dagar senare tog Milice Mandel till skogen vid Fontainebleau, där de avrättade honom. Han begravdes på kyrkogården i Passy.

## Hedersbetygelser
Ett monument till minne av Mandel har rests nära platsen för hans avrättning, intill vägen som förbinder Fontainebleau med Nemours.